# Huperzia comans
Huperzia comans là một loài thực vật có mạch trong Họ Thạch tùng. Loài này được (Herter ex Nessel) B. Øllg. & P.G. Windisch mô tả khoa học đầu tiên năm 1987.